# Hexen
Hexen betecknar kolväten med summaformeln C6H12 som innehåller en dubbelbindning och är alltså är alkener. Enligt IUPAC-nomenklatur betecknar hexen ett kolväte med ogrenad kolkedja, det vill säga 6 kolatomer på raken.